# Élections législatives de 2017 en Lozère
Les élections législatives françaises de 2017 se déroulent les 11 et 18 juin 2017. Dans le département de la Lozère, un député est à élire dans le cadre d'une circonscription unique.

## Élu
| Circonscription | Député sortant            | Parti | Parti | Député élu                | Parti | Parti |
| --------------- | ------------------------- | ----- | ----- | ------------------------- | ----- | ----- |
| Unique          | Pierre Morel-À-L'Huissier |       | LR    | Pierre Morel-À-L'Huissier |       | LR    |

## Résultats de l'élection présidentielle de 2017 par circonscription
| Circonscription | 1er tour | 1er tour | 1er tour | 1er tour  |         | 2d tour | 2d tour |
| Circonscription | Macron   | Le Pen   | Fillon   | Mélenchon | Macron  | Le Pen  |         |
| --------------- | -------- | -------- | -------- | --------- | ------- | ------- | ------- |
| Circonscription |          |          |          |           |         |         |         |
| 1re             | 21,73 %  | 18,89 %  | 22,82 %  | 19,7 %    | 67,03 % | 32,97 % |         |

## Rappel des résultats des élections de 2012
| Parti          | Parti                             | Premier tour | Premier tour | Second tour | Second tour | Sièges |
| Parti          | Parti                             | Voix         | %            | Voix        | %           | Sièges |
| -------------- | --------------------------------- | ------------ | ------------ | ----------- | ----------- | ------ |
|                | Union pour un mouvement populaire | 18 162       | 45,27        | 20 138      | 50,52       | 1      |
|                | Divers droite dont DLR, PCD       | 1 703        | 4,25         |             |             | 0      |
|                | Droite parlementaire              | 19 865       | 49,52        | 20 138      | 50,52       | 1      |
|                |                                   |              |              |             |             |        |
|                | Parti socialiste                  | 13 272       | 33,08        | 19 726      | 49,48       | 0      |
|                | Europe Écologie Les Verts         | 1 112        | 2,77         |             |             | 0      |
|                | Majorité présidentielle           | 14 384       | 35,86        | 19 726      | 49,48       | 0      |
|                |                                   |              |              |             |             |        |
|                | Front national                    | 3 118        | 7,77         |             |             | 0      |
|                | Front de gauche                   | 2 063        | 5,14         | 0           |             |        |
|                | Divers écologiste dont AÉI        | 202          | 0,50         | 0           |             |        |
|                | Extrême gauche dont LO et NPA     | 430          | 1,07         | 0           |             |        |
|                | Divers                            | 53           | 0,13         | 0           |             |        |
|                |                                   |              |              |             |             |        |
| Inscrits       | Inscrits                          | 59 906       | 100,00       | 59 904      | 100,00      | 1      |
| Abstentions    | Abstentions                       | 19 140       | 31,95        | 18 488      | 30,86       |        |
| Votants        | Votants                           | 40 766       | 68,05        | 41 416      | 69,14       |        |
| Blancs et nuls | Blancs et nuls                    | 651          | 1,6          | 1 552       | 3,75        |        |
| Exprimés       | Exprimés                          | 40 115       | 98,4         | 39 864      | 96,25       |        |

## Résultats
Député sortant : Pierre Morel-À-L'Huissier (LR).
|                                                                  |                                                             |                           |                           |                          |                          |
|                                                                  |                                                             | Premier tour 11 juin 2017 | Premier tour 11 juin 2017 | Second tour 18 juin 2017 | Second tour 18 juin 2017 |
|                                                                  |                                                             |                           |                           |                          |                          |
|                                                                  |                                                             | Nombre                    | % des inscrits            | Nombre                   | % des inscrits           |
| Inscrits                                                         | Inscrits                                                    | 59 443                    | 100,00                    | 59 436                   | 100,00                   |
| Abstentions                                                      | Abstentions                                                 | 24 139                    | 40,61                     | 26 522                   | 44,62                    |
| Votants                                                          | Votants                                                     | 35 304                    | 59,39                     | 32 914                   | 55,38                    |
|                                                                  |                                                             |                           | % des votants             |                          | % des votants            |
| Bulletins blancs                                                 | Bulletins blancs                                            | 619                       | 1,75                      | 2 496                    | 7,58                     |
| Bulletins nuls                                                   | Bulletins nuls                                              | 389                       | 1,10                      | 1 377                    | 4,18                     |
| Suffrages exprimés                                               | Suffrages exprimés                                          | 34 296                    | 97,14                     | 29 041                   | 88,23                    |
|                                                                  |                                                             |                           |                           |                          |                          |
| Candidat Étiquette politique (partis et alliances)               | Candidat Étiquette politique (partis et alliances)          | Voix                      | % des exprimés            | Voix                     | % des exprimés           |
|                                                                  |                                                             |                           |                           |                          |                          |
|                                                                  | Pierre Morel-À-L'Huissier (député sortant) Les Républicains | 10 600                    | 30,91                     | 16 440                   | 56,61                    |
|                                                                  | Francis Palombi La République en marche                     | 7 427                     | 21,66                     | 12 601                   | 43,39                    |
|                                                                  | Aurélie Maillols Parti socialiste                           | 4 495                     | 13,11                     |                          |                          |
|                                                                  | Christian Causse La France insoumise                        | 3 335                     | 9,72                      |                          |                          |
|                                                                  | Emmanuel Gerstner Front national                            | 2 369                     | 6,91                      |                          |                          |
|                                                                  | Serge Gayssot Parti communiste français                     | 2 294                     | 6,69                      |                          |                          |
|                                                                  | Régis Turc Divers droite                                    | 2 291                     | 6,68                      |                          |                          |
|                                                                  | Marie-Hélène Dupy Divers (Parti pour la décroissance)       | 557                       | 1,62                      |                          |                          |
|                                                                  | Loïc Marchand Debout la France                              | 383                       | 1,12                      |                          |                          |
|                                                                  | Frédéric Delplace Extrême droite (Parti de la France)       | 208                       | 0,61                      |                          |                          |
|                                                                  | Édith Paradis Divers (Union populaire républicaine)         | 170                       | 0,50                      |                          |                          |
|                                                                  | Annie Souchon Lutte ouvrière                                | 167                       | 0,49                      |                          |                          |
| Source : Ministère de l'Intérieur - Circonscription de la Lozère |                                                             |                           |                           |                          |                          |